# Benoît Gourley
Pour les articles homonymes, voir Gourley.
 (septembre 2015).
Si vous disposez d'ouvrages ou d'articles de référence ou si vous connaissez des sites web de qualité traitant du thème abordé ici, merci de compléter l'article en donnant les références utiles à sa vérifiabilité et en les liant à la section « Notes et références ».
Benoît Gourley est un comédien français.

## Biographie
Benoit Gourley est originaire de Douai. Il a suivi, entre autres, les ateliers de John Strasberg (Actors Studio) et Niels Arestrup (École du Passage). Il a joué dans de nombreux téléfilms et séries télévisées, en français et en anglais, et au cinéma notamment avec Manoel de Oliveira, Peter Hyams, Laurence Ferreira-Barbosa, Claude Pinoteau, Benoît Jacquot et Yves Robert.
Au théâtre, il a notamment joué le rôle d’Hélicon dans Caligula d'Albert Camus, mis en scène par Valérie Fruaut. Il a également interprété le rôle de Max Ernst dans La Fiancée du Vent, mis en scène par Morgane Gauvin. On a pu le voir récemment[précision nécessaire] dans Le Jardinier de la Mer Rouge, mis en scène par Bruno Bernardin.

## Filmographie

### Cinéma
- 1985 : L'Exécutrice de Michel Caputo : Adjoint du Commissaire
- 1986 : Corps et Biens de Benoît Jacquot
- 1988 : L'Étudiante de Claude Pinoteau : Frédéric
- 1988 : Mes nuits sont plus belles que vos jours de Andrzej Zulawski
- 1989 : Le grand Ruban (Truck) de Philippe Roussel
- 1993 : Montparnasse-Pondichéry de Yves Robert
- 1994 : Coüte que coûte de Eric Reynaud-Forton
- 2001 : D'Artagnan de Peter Hyams : un chef cuisinier
- 2003 : Ordo de Laurence Ferreira-Barbosa
- 2006 : Belle toujours de Manoel de Oliveira
- 2006 : La Rêveuse de Andràs Solymos
- 2007 : Lady Blood de Jean-Marc Vincent
- 2009 : Eject, de Jean-Marc Vincent : Lieutenant Joubert
- 2019 : Joyeuse retraite !, de Fabrice Bracq : Le médecin du SAMU

### Télévision
- 1989 : Les vacances de l'amour: De biens sales draps d'Emmanuel Fonlladosa
- 1990-1992 : Commissaire Moulin : Inspecteur Dufour
- 1996 : L'Un contre l'autre (série télévisée)
- 2000 : Julie Lescaut, épisode 4 saison 9, L'inconnue de la nationale de Daniel Janneau : représentant labo
- 2012 : Le jour où tout a basculé
- 2014 : Scènes de Ménages, M6

## Théâtre
- 2011 : Caligula de Albert Camus, mise en scène Valérie Fruaut, Théâtre du Petit-Saint-Martin : Hélicon
- 2012 : La Fiancée du Vent de Raphaël Toriel, mise en scène de Morgane Gauvin, A la Folie Théâtre : Max Ernst
- 2014 : Le Jardinier de la Mer Rouge de Gérald Duchemin et Rémy Jousse, mise en scène de Bruno Bernardin, Théâtre des Deux Rives, Charenton : Le Gendarme

## Doublage
- 2023 : Poker Face : ? (?) (saison 1, épisodes 6 et 7)
- 2025 : Black Mirror : ? (?) (saison 7, épisode 1)